# Penicillidia godivae
Penicillidia godivae är en tvåvingeart som beskrevs av Oskar Theodor och Peterson 1964. Penicillidia godivae ingår i släktet Penicillidia och familjen lusflugor. Inga underarter finns listade i Catalogue of Life.